# Municipio de Marion (Dakota del Sur)
El municipio de Marion (en inglés: Marion Township) es un municipio ubicado en el condado de Turner en el estado estadounidense de Dakota del Sur. En el año 2010 tenía una población de 186 habitantes y una densidad poblacional de 2,05 personas por km².

## Geografía
El municipio de Marion se encuentra ubicado en las coordenadas 43°23′9″N 97°13′12″O / 43.38583, -97.22000. Según la Oficina del Censo de los Estados Unidos, el municipio tiene una superficie total de 90.68 km², de la cual 90,68 km² corresponden a tierra firme y (0 %) 0 km² es agua.

## Demografía
Según el censo de 2010, había 186 personas residiendo en el municipio de Marion. La densidad de población era de 2,05 hab./km². De los 186 habitantes, el municipio de Marion estaba compuesto por el 97,31 % blancos, el 1,08 % eran amerindios, el 1,61 % eran asiáticos. Del total de la población el 0,54 % eran hispanos o latinos de cualquier raza.